# Bullet Rogan
Charles Wilber Rogan, detto Bullet (Oklahoma City, 28 luglio 1893 – Kansas City, 8 agosto 1934), è stato un giocatore di baseball e allenatore di baseball statunitense che ha giocato nel ruolo di lanciatore ed esterno nella Negro League. È stato introdotto nella National Baseball Hall of Fame nel 1998 per i suoi meriti come giocatore.

## Carriera
Rogan giocò per i Kansas City Monarchs delle Negro League 1920 al 1938. Noto per essere un giocatore che poteva sia lanciare che battere con grande abilità, una ricerca statistica mostra che vinse più gare di qualsiasi altro lanciatore nella storia delle Negro League, classificandosi al contempo al quarto posto nella media battuta di tutti i tempi (.338).
La carriera nel baseball di Rogan iniziò nell'Esercito degli Stati Uniti, dove giocò nella celebre squadra composta interamente da giocatori afroamericani dei 25th Infantry. Dopo essersi unito ai Kansas City Monarchs, fu il miglior lanciatore e uno dei migliori battitori della squadra che vinse tre pennant dal 1923 al 1925 e le Negro League World Series nel 1924. Nel doppio ruolo di giocatore e manager guidò la squadra a un altro titolo della lega nel 1929.
"Charleston aveva tutto—ma Rogan ancora di più", disse William "Big C" Johnson, uno dei compagni di Rogan nell'Estercito. "Rogan poteva fare tutto, ovunque." Commenti simili furono fatti anche da Satchel Paige. Secondo lo storico ricevitore di Rogan Frank Duncan: "Se dovessi scegliere tra Rogan e Paige, sceglieresti Rogan, perché può anche battere. Sui lanci erano sullo stesso livello, capisci? Ma la battuta di Rogan era pazzesca, capisci cosa voglio dire?" Casey Stengel definì Rogan "uno dei migliori, se non il migliore, lanciatori mai vissuti."